# 趙冬曦
趙冬曦（677年—750年），字仲慶，定州鼓城縣人，唐朝官員。

## 生平
祖父趙宝符，崇文館学士。父趙不器，吏部郎中。不器生夏日、冬曦、和璧、安貞、居貞、頤貞、彙貞，兄弟七人举進士。自宝符至冬曦孫趙酇，又五代進士。夫人隴西牛氏，曹州長史牛容之女。繼夫人天水崔氏，莫州司功參軍崔惟珍之女。
其個性放達，不屑世事。解褐為校書郎，先天元年（712年），與韓休同中制舉賢良方正科，再舉藻思清華科。歷任左拾遺。開元初年，遷監察御史，坐事流放岳州。時與刺史張說數賦詩相倡和，後召還復官，與秘書少監賀知章、校書郎孫季良、大理評事咸廙業等入集賢院修撰。累遷考功員外郎、中書舍人、太僕少卿。終老於國子祭酒。趙冬曦有兄弟趙夏日、趙和璧、趙安貞、趙居貞、趙頤貞、趙彙貞六人，韋述的弟弟也有六人，皆擢進士第。中書令張說稱讚說：“韋趙昆季，人之杞梓”。
1980年，荥阳刘河乡任湾村农民在村西头建砖瓦窑时，发现赵冬曦墓志一合。顶面镌刻阴文“唐故国子祭酒赵君圹”九个篆字，墓志面镌刻阴文唐代隶书志文，凡28行，满行30字。